# Pilar Paz Pasamar
Pilar Paz Pasamar (Jerez de la Frontera, 13 de febrero de 1932-Cádiz, 7 de marzo de 2019) fue una poeta española. Miembro de la rama gaditana de la generación poética de 1950, continuadora de la lírica de estirpe simbolista y juanramoniana. Recibió un accésit del Premio Adonais de Poesía por Los buenos días (1954). Entre otras distinciones (miembro de la Real Academia Hispano Americana de Cádiz desde 1963, Hija Adoptiva de la ciudad de Cádiz en 2005, Premio Meridiana del Instituto Andaluz de la Mujer en 2005), destaca su inclusión en la sección de “Nombres propios” del Centro Virtual Cervantes. Fue nombrada Autora del año 2015 por el Centro Andaluz de las Letras de la Junta de Andalucía. El ayuntamiento de su ciudad natal concede anualmente el premio de relatos cortos y poesía para mujeres "Pilar Paz Pasamar".

## Biografía
Pilar Paz Pasamar nació en Jerez de la Frontera (Cádiz) el 13 de febrero de 1932. Fue la segunda hija del matrimonio formado por Arturo Paz Varela, jerezano y capitán de infantería, y Pilar Pasamar Mingote, una zaragozana que abandonó la profesión de cantante lírica al casarse. Antes de Pilar había nacido Mercedes (1927), y después lo harían Arturo (1933) y Jorge Antonio (1943). 
Tras la guerra civil española la familia se instaló en Madrid, donde las niñas fueron matriculadas en el colegio de las Carmelitas de la calle Fortuny. Pero las vacaciones seguían siendo en el sur, donde se despertó la sensibilidad poética de la autora en torno a tres estímulos: la lírica de tradición oral (muy viva en la Baja Andalucía), las canciones que escuchaba por la radio y los poemas de Las mil mejores poesías que su madre le enseñaba a recitar. 
Entre 1947 y 1948 tuvo Pilar un “Rincón poético” en el diario Ayer de Jerez. En estas primicias se reconocen los ecos de las coplas andaluzas, Bécquer, Rubén Darío, Antonio Machado y Juan Ramón Jiménez. La evolución de la lírica infantil hacia una depuración rigurosa se produce en contacto con las primeras amistades literarias en su Jerez natal: los poetas Juan Valencia y, sobre todo, José Manuel Caballero Bonald, que se constituyó en su primer mentor poético en los círculos madrileños.
A partir de 1950, coincidiendo con la inauguración de los Cursos de Verano para Extranjeros en Cádiz, Pilar Paz se incorporó al grupo que publicaba la revista Platero (1950-1954), integrado por Fernando Quiñones, Felipe Sordo Lamadrid, Serafín Pro Hesles, Francisco Pleguezuelo y el pintor Lorenzo Cherbuy. Con ellos coincidía durante los veranos, y con ellos fue a Córdoba en 1951 a conocer a los poetas del grupo “Cántico”: Pablo García Baena, Ricardo Molina, Juan Bernier... Platero llegó a publicar colaboraciones de Juan Ramón Jiménez, Rafael Alberti, Pedro Salinas, Vicente Aleixandre y Gerardo Diego. El grupo gaditano incluyó a otros poetas de la provincia, como José Manuel Caballero Bonald, Julio Mariscal y José Luis Tejada.
En 1952 Pilar Paz se matriculó de comunes en la Facultad de Filosofía y Letras de Madrid, aunque no llegó a concluir la carrera. Allí trabó conocimiento con otras figuras literarias como Dámaso Alonso o Carlos Bousoño. 
Entre 1951 y 1956 publicó tres libros que la convertirían en la poetisa más joven y celebrada del momento. Mara (1951), libro amadrinado por Carmen Conde, canta el descubrimiento del mundo desde un intimismo cálido y sensual. Los buenos días (1954, accésit del premio Adonais 1953 junto a Pino Ojeda por el fruto en el árbol)  incorpora acentos realistas y cívicos. Ablativo amor (1955, premio Juventud) es un cancionero amoroso de estirpe petrarquista, en sonetos. Juan Ramón Jiménez, exiliado en Puerto Rico, al leer versos de la joven autora, se puso en contacto epistolar con ella: "Le perdono su burla de llamarme ¡Dios! y le rozo con las yemas de los dedos, Luzbel enemiga, sus sienes rebeldes, palpitantes de misterio, de encanto y de intensidad. Porque usted habla por las sienes, lo más sentido del cuerpo y lo más duro del alma". La admiración del maestro supuso sin duda el mejor espaldarazo para la joven escritora.
El medio siglo vino marcado por los intentos de apertura. Pilar Paz se integró en los círculos poéticos femeninos de Carmen Conde, Ángela Figuera, Gloria Fuertes y Concha Lagos entre otras. Carmen Conde la incluyó en todas sus antologías, y años después mereció un lugar destacado en la antología bilingüe italo-española que preparó María Romano Colangeli (1964). En la colección "Ágora" que dirigía Concha Lagos aparecerían más tarde Del abreviado mar (1957) y Violencia inmóvil (1967). 
En esos mismos años culminó la pasión que desde su infancia sintió Pilar Paz por el teatro. En la Facultad se relacionó con estudiantes integrados en el TEU (Teatro Español Universitario): Marcelo Arroitia, Jaime Ferrán, José María Saussol Prieto. Con ellos montó una adaptación de La tempestad de Shakespeare (Madrid, 1954), participó en lecturas dramatizadas, iba por los pueblos representando autos sacramentales, y llegó a plantearse una gira por Italia con La Celestina. Junto con José María Rodríguez Méndez escribió "El Desván", una comedia que finalmente no fue ni representada ni publicada.
En 1955 el rectorado de la Universidad de Madrid y el SEU convocaron el Congreso de Jóvenes Escritores, que nunca llegó a celebrarse por motivos de censura.  En su Boletín figura el nombre de Pilar Paz Pasamar como miembro de la Comisión Ejecutiva, aunque no consta más participación. 
En Cádiz, en torno a los cursos de verano, José María Pemán montó una compañía de aficionados. En 1952 se estrenaron en el Gran Teatro Falla de Cádiz con El Gran Cardenal.
Conoció a Carlos Redondo Huertos con el que se casó y se establecieron en Cádiz. La boda, en 1957, coincidió con la publicación de su cuarto libro de poemas. Del abreviado mar (1957), cuyo título es un homenaje a Góngora. Se trata de un cancionero de reencuentro con la tierra natal donde celebra la naturaleza y las pequeñas cosas, despidiéndose de su adolescencia con cierta melancolía. En los años siguientes se dedicó fundamentalmente a la familia. En Cádiz nacieron sus cuatro hijos: Pilar (1958), Mercedes (1960), María Eugenia (1963) y Arturo (1967). Publicó La soledad contigo (1960), donde, identificada con la tierra madre, explora el entorno cotidiano.
El 12 de agosto de 1963 ingresó en la Real Academia Hispanoamericana de Ciencias, Artes y Letras de Cádiz con un discurso donde reflexionaba sobre la función del poeta.
En 1967 aparecía Violencia inmóvil, el mejor poemario de la autora hasta aquel momento, según apreciaron Vicente Aleixandre y Gerardo Diego, entre otros críticos. Desde el principio aparecía el problema al que se enfrentan todos los poetas en la década de los 60: la desconfianza en la palabra. En este contexto, Pilar Paz afirmó el sentido "místico" y "religioso" de la experiencia poética.
Pasaron quince años en medio de importantes cambios en el mundo, en España, en el ámbito familiar de Pilar Paz. El fruto de este silencio es La torre de Babel y otros asuntos (1982), un libro escrito a raíz de una fuerte crisis personal donde la confrontación con el fracaso personal y el mundo actual convergen en la torre de Babel como símbolo central de la destrucción de la palabra. El libro se abre a la ironía y el desdoblamiento en diferentes voces, para terminar con un retorno a una fe definida en parámetros postconciliares. Fue la reaparición de la poeta.
En 1986, reaparecía Pilar en el número Litoral femenino y en la cuidada antología que de su obra prepara José Ramón Ripoll: La alacena (1986). 
En 1990 vio la luz Textos lapidarios, integrado por un relato ("La Dama de Cádiz") y un conjunto de poemas inspirados en el Lapidario del rey Alfonso X el Sabio. De aquí sale un libro de amor a la tierra natal andaluza, donde se mezclan las historias “memorables” de personajes de las tres culturas medievales con elementos de la memoria personal en poemas narrativos.
La veta narrativa de esta poesía hace juego con dos libros de cuentos: Historias balnearias y otras (1999), recogidas y ampliadas en Historias bélicas (2004). Sus cuentos combinan la indagación psicológica con la social e histórica. Por estos años sistematizó su colaboración en prensa con la columna “La Hache intercalada”, en Diario de Cádiz.
Philomena (1994) y Sophía (2003) constituyeron una cima en la obra lírica de la autora. En Philomena, inspirada en el símbolo sanjuanista del ruiseñor como alma en oración, culmina su concepción de la palabra como Logos en el que reside la resurrección y la vida. Sophía (2004), escrito a raíz de la muerte de Carlos Redondo en 1997, es el libro donde Pilar trasciende el dolor en belleza y conocimiento, maridando las tres fuentes de su sensibilidad: la platónica, la bíblica sapiencial, y la sensorialidad andaluza.
Su última entrega poética, Los niños interiores (2008), se abre con una cita de Juan Ramón: "Mi vocación de eterno está, como en el niño, en mi gran amor a lo presente". El libro reivindica la infancia perpetua del corazón; hace un balance agridulce de la propia trayectoria, comparándola con la de un niño que no ha terminado la tarea; juega con las palabras y las imágenes; evocan miedos de la propia infancia; muestra un mundo donde la inocencia es profanada; y, finalmente, asume la propia edad en un tiempo que, liberado del pasado y del futuro, se despliega como un don maravilloso.
La poesía de Pilar Paz ha sido traducida al italiano, árabe, francés, inglés y chino. En el año 2013 fueron publicados los libros Marinera en tierra adentro, que reúne la mayor parte de su obra narrativa, y Ave de mí, palabra fugitiva, con toda su producción lírica desde 1951 hasta 2008.
Pilar Paz Pasamar falleció en Cádiz el 7 de marzo de 2019.

## Distinciones y membresías
- Miembro de número de la Real Academia Hispanoamericana (Cádiz) desde 1963.
- Miembro de la Academia de San Dionisio de Jerez de la Frontera.
- El Ayuntamiento de Jerez de la Frontera convoca desde el año 2000 un Certamen de Relato Corto Pilar Paz Pasamar.
- Nombrada "Hija adoptiva de la ciudad" de Cádiz 2004.
- Premio “Meridiana” del Instituto Andaluz de la Mujer, 2005. Archivado el 30 de julio de 2013 en Wayback Machine.
- Medalla de Honor de las Academias de Andalucía, 2012.
- Autora andaluza del año 2015,[17] Junta de Andalucía.
- Premio Elio Antonio de Nebrija de las Letras Andaluzas, concedido por la Asociación Colegial de Escritores, en 2017[18]

## Obra

### Poesía
- Mara, Madrid, Impr. Altamira, 1951. Prólogo de Carmen Conde.
- Los buenos días, Madrid, Rialp, Col. Adonais, 1954. Accésit del Premio Adonáis.
- Ablativo amor, Barcelona, Atzavara, 1955. Premio Juventud.
- Del abreviado mar, Madrid, Col. Ágora, 1957.
- La soledad, contigo, Arcos de la Fra. (Cádiz), Col. Alcaraván, 1960.
- Violencia inmóvil, Madrid, Col. Ágora, 1963.
- La torre de Babel y otros asuntos, Cádiz, Col. Torre Tavira, 1982. Prólogo de Carlos Muñiz Romero.
- La alacena, selección y estudio preliminar de José Ramón Ripoll, Jerez, Diputación de Cádiz, Col. Arenal, 1986.
- Philomena, Sevilla, Fundación El Monte, 1994. Premio de Poesía Mística Fernando Rielo
- Opera lecta, Prólogo de Cecilia Belmar Hip, Selección de Manuel Francisco Reina, Madrid, Visor, 2001.
- Sophía, Sevilla, Ed. Distrito del Sur & Ayuntamiento de Sevilla, col. Ángaro, 2003. Prólogo de José María Balcells.
- El río que no cesa, Selección de la autora, prólogo de Mauricio Gil Cano, Jerez de la Fra. (Cádiz), EH Editores, Col. Hojas de Bohemia n.º 10, 2007. Epílogo de Manuel Francisco Reina. Incluye un CD con poemas recitados por la autora.
- Los niños interiores, Madrid, Calambur, 2008. Col. Poesía, n.º 84. I Premio de Poesía Andaluza “El Público lee” de Canal Sur, en 2008.
- Ave de mí, palabra fugitiva (Poesía 1951-2008), Ed. y estudio preliminar Huésped de mi sonido más profundo: la poesía de Pilar Paz Pasamar de Ana Sofía Pérez-Bustamante Mourier, Cádiz, Fundación Municipal de Cultura & Diputación Provincial de Cádiz, 2013.

### Relato breve
- Historias balnearias y otras, Cádiz, Fundación Municipal de Cultura, col. Calembé, 1999.
- Historias bélicas, Sevilla, Algaida, 2004.
- Marinera en tierra adentro Ed. y notas de María del Mar López-Cabrales, Cádiz, Presea, 2012.

### Ensayos, conferencias, poéticas y artículos
- Poética y poesía, Madrid, Cultura Hispánica, 1964. Discurso de ingreso en la Real Academia Hispano Americana de Cádiz. Contestación de José María Pemán.
- Poesía femenina de lo cotidiano, Madrid, Editora Nacional, 1964.
- “Vida y palabra debida”, en El placer de la escritura, Cádiz, Universidad] & Fundación El Monte & Fundación Municipal de la Mujer, 2005, pp. 19-39.
- La Hache intercalada, Cádiz, Diario de Cádiz & Fundación Municipal de la Mujer, 2005.
- “Poética”, en Sharon K. Ugalde (Ed.), En voz alta. Las poetas de las generaciones de los 50 y los 70, Madrid, Hiperión, 2007, pp. 393-395.

### Antologías preparadas por Pilar Paz
- Poesía rediviva de José María Pemán, Cádiz, Caja de Ahorros, 1985.
- Poesía viva de José María Pemán, Cádiz, Diario de Cádiz, 1993.

### Teatro
- La tempestad de William Shakespeare. Adaptación de Pilar Paz Pasamar, Madrid, 1954.
- “El desván” (1953), en colaboración con José María Rodríguez Méndez. Pieza seleccionada para el Certamen Nacional de Teatro del Reina Victoria, que finalmente no se representó y quedó inédita.
- “Campanas para una ciudad”. Inédita. En versión musical de Alberto Romero fue estrenada en Cádiz, el día de Andalucía de 1988, por el grupo juvenil de teatro Bahía 22.

### Discografía
- Así canta nuestra tierra por sevillanas, vol. I, Madrid, Ediciones Musicales Harmony & Caja de Ahorros de Jerez, 1985.
- Así canta nuestra tierra por sevillanas, vol. II, Madrid, Caja de Ahorros de Jerez, 1987.